# ترستن راسترون
ترستن راسترون (به انگلیسی: Thurston Rostron) بازیکن فوتبال زادهٔ ۲۱ آوریل ۱۸۶۳ اهل کشور انگلستان که سابقهٔ بازی در تیم ملی فوتبال انگلستان را در کارنامهٔ خود دارد. وی در تاریخ ۲۶ فوریه ۱۸۸۱ نخستین بازی ملی خود را در مقابل تیم ملی فوتبال ولز انجام داد و با حضور در ۲ بازی ملی، در تاریخ ۱۲ مارس ۱۸۸۱ واپسین بازی ملی‌اش را در برابر تیم ملی فوتبال اسکاتلند برگزار کرد.